# 新基輔卡 (斯卡多夫斯克區)
46°21′34″N 33°13′58″E / 46.35944°N 33.23278°E
新基辅卡是位於烏克蘭南部的村莊，由赫爾松州斯卡多夫斯克區的卡蘭恰克市鎮負責管轄。該村始建於1869年，面積84.5平方公里，海拔高度21米，2001年人口1,814，人口密度每平方公里21.5人。